# 傳田亮太
傳田 亮太（でんだ りょうた、1991年7月3日 - ）は、日本の男子バレーボール選手。

## 来歴
長野県長野市出身。中学1年生のときにバレーボールを始める。
中学3年の時JOCの中学選抜の大会に出場時に、創造学園大学附属高校（現・松本国際高等学校）前監督の壬生義文の目に止まりスカウトされ、同高校への進学を決断。
その後、中央大学に進学。2014年2月より開催された全国6人制バレーボールリーグ総合男女優勝大会にVC長野（現・VC長野トライデンツ）の選手として出場した。
2014年8月、豊田合成トレフェルサ（現・ウルフドッグス名古屋）に入団した。
2015-16シーズン、V・プレミアリーグでチームの初優勝に貢献し、自身もベスト6を受賞した。
2016年、日本代表に選出され、リオデジャネイロオリンピック世界最終予選兼アジア予選に出場した。また、ワールドリーグにも出場。
2016/17シーズン、2017/18シーズンも、V・プレミアリーグでベスト6を受賞した。
2018年、アジア競技大会に出場。
2020-21シーズンは、トミー・ティリカイネン監督の構想から外れる形で出場機会に恵まれなかった。しかし、クリストファー・マクガウン新監督となった2021-22シーズンは出場機会が増えた。
2022-23シーズン、V1男子でチームの7シーズンぶりの優勝に貢献し、ベスト6を受賞した。
2024年1月7日、V1男子の東京グレートベアーズ戦で、Vリーグ通算230試合出場となり「Vリーグ栄誉賞」の表彰基準に到達した。

## 球歴
- 日本代表（2016-2018年）
  - ワールドリーグ - 2016年
  - アジア競技大会 - 2018年

## 所属チーム
- 長野市立芋井中学校
- 創造学園高等学校
- 中央大学
- VC長野（2014年）
- 豊田合成トレフェルサ / ウルフドッグス名古屋（2014年-）

## 受賞歴
- 2016年 - 2015/16 V・プレミアリーグ ベスト6
- 2017年 - 2016/17 V・プレミアリーグ ベスト6
- 2018年 - 2017/18 V・プレミアリーグ ベスト6
- 2023年 - 2022-23 V.LEAGUE DIVISION1 MEN ベスト6
- 2024年 - Vリーグ栄誉賞